# Bassus perula
Bassus perula är en stekelart som först beskrevs av Günther Enderlein 1920.  Bassus perula ingår i släktet Bassus och familjen bracksteklar. Inga underarter finns listade.